# 1989年电子游戏界

## 事件
- 年度金摇杆奖游戏为《Operation Wolf》（8位）和《Speedball（英语：Speedball (video game)）》（16位）。

### 知名产品
- 2月，雅达利游戏发行了街机游戏《特技飛車》。游戏由全多边形3D图像、物理仿真和力反馈式的方向盘。
- 3月21日，世嘉发行了《梦幻之星II 不归的终点》，一个具有里程碑式的電子角色扮演遊戲。
- 4月21日，任天堂在日本地區Game Boy发行了《超級瑪利歐樂園》（亦是Game Boy的首發遊戲之一），在瑪利歐系列中引入了新角色黛西公主。
- 5月12日，科樂美在红白机上发行了《激龟忍者传》。第一款根据1987年动画忍者龜改编的游戏。发行时间在动画播映后第二个季度。
- 5月，世嘉发行了《戰斧》，為其系列（英语：Golden Axe）第一作。
- 6月5日，牛蛙制作发行了《上帝也瘋狂》，第一款获得商业成功的上帝模擬遊戲。
- 6月，Lucasfilm Games发行了益智游戏《Pipe Mania（英语：Pipe Mania）》，其继续以其他名称在可视化电脑以及安全系统破解中出现。
- 6月14日，任天堂在日本地區Game Boy发行了《俄羅斯方塊》，並在同年7月31日於北美地區和翌年9月28日於歐洲地區隨着Game Boy捆綁發行。
- 7月11日，卡普空在更多地区（美国）发行了《洛克人2 威利博士之謎》。
- 7月27日，任天堂在日本地区发行了《地球冒險》。
- 8月，任天堂北美将艾尼克斯的勇者鬥惡龍系列引入北美，以《Dragon Warrior》為題發行。
- 8月26日，任天堂发行了塞尔达（英语：LCD games from The Legend of Zelda series#Zelda (Game & Watch)）Game & Watch。
- 9月14日，卡普空在红白机上发行了《唐老鸭梦冒险》，游戏根据迪斯尼同名动画片制作。
- 9月，雅达利游戏在街机上发行了《S.T.U.N. Runner（英语：S.T.U.N. Runner）》，一个具有3D多边形汽车战斗和竞速游戏。
- 10月3日，Brøderbund在生命周期将近尾声的Apple II上发行了《波斯王子系列》。游戏自1985年开始制作并移植至其他平台，使游戏变为成功。
- 10月3日，Maxis发行了威爾·萊特的《模擬城市》，第一款模拟游戏并且具有变革性即时软件玩具（英语：software toy）。
- 12月6日，Strategic Studies Group（英语：Strategic Studies Group）发行了《Warlords（英语：Warlords (1989 video game)）》。这大约是第一款奇幻回合制策略游戏。
- 12月15日，Techno Soft（英语：Techno Soft）在日本地区Mega Drive发行了《Herzog Zwei（英语：Herzog Zwei）》，为即时战略游戏奠定基础。
- 12月22日，科樂美发行了《惡魔城傳說》，为红白机上第三款并且是最后一作。
- Tengen发行了一个没有授权的《俄羅斯方塊》版本游戏。这个导致了任天堂控告Tengen。
- Wes Cherry创作了《接龍》。Robert Donner创作了《踩地雷》。这些从第三版开始被附带在Microsoft Windows之上。
- Psygnosis（英语：Psygnosis）发行了困难版游戏平台《Shadow of the Beast（英语：Shadow of the Beast）》，证明了Amiga的容量以及帮助了電子計算機的销售。

### 硬件

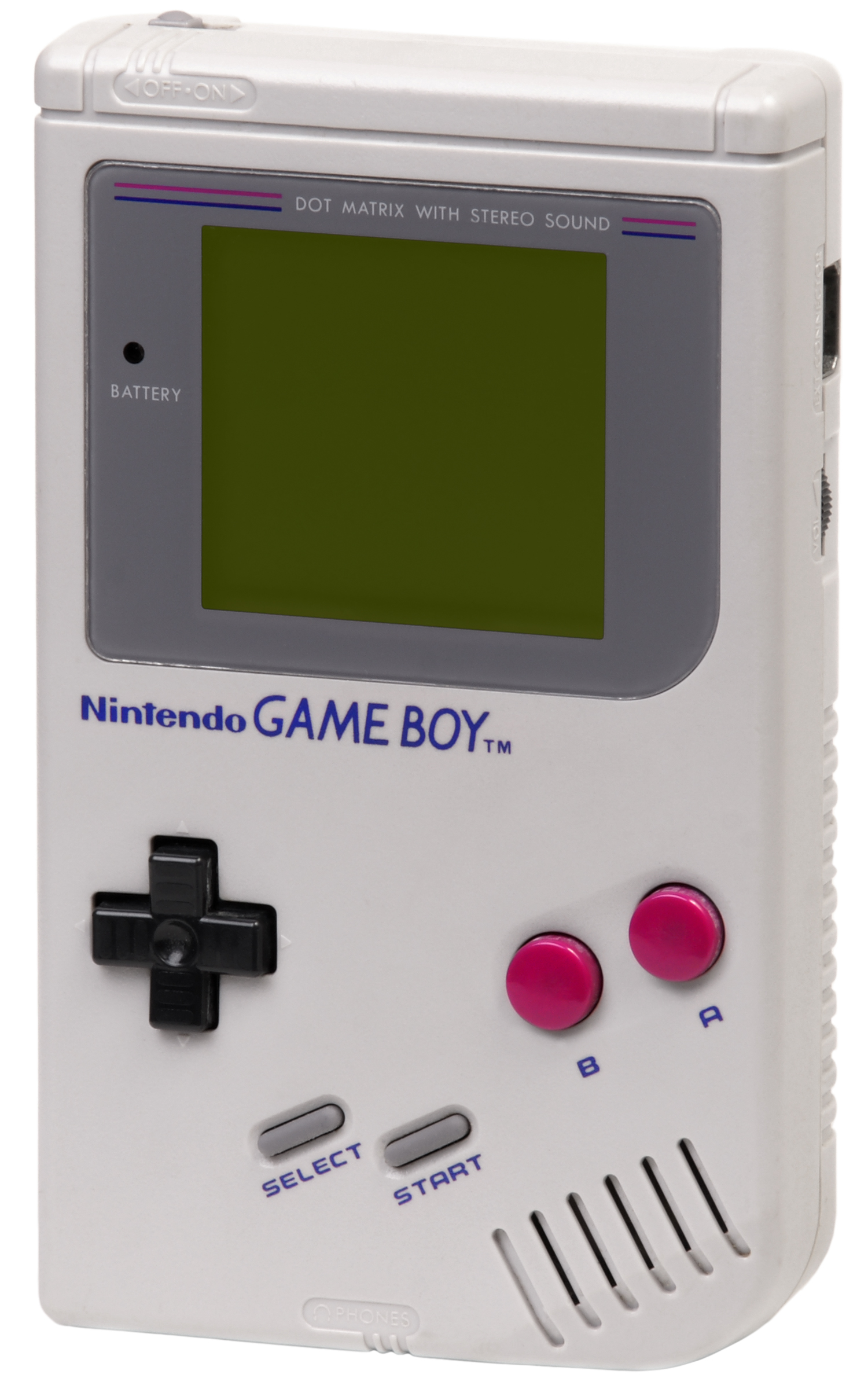
最初版Game Boy

- 8月29日 日本電氣的PC Engine在北美发行，称为TurboGrafx-16。
- 10月11日 雅達利集团发行了手持设备雅达利Lynx，具有彩色和背光。
- 10月14日 Mega Drive在北美发行，称为Sega Genesis。
- 任天堂发行了手持游戏机Game Boy，称为第一款流行游戏机，并且具有电池。
- 美泰兒公司发行了可以运行在红白机上的威力手套控制器。

### 商业
- 孩之寶公司购入Coleco。
- Trinity Acquisition Corporation建立（1990年更名为THQ）
- 任天堂北美诉讼Tengen
  - 任天堂控告控告Tengen，关于《俄羅斯方塊》游戏的版权。Tengen败诉并且召回其所有的《俄羅斯方塊》游戏。
  - 11月，任天堂控告Tengen，关于生产未经许可的任天堂游戏。Tengen败诉。（最初于1988年12月12日，Tengen控告Nintendo，关于违反反垄断。)
- 任天堂诉讼Camerica（英语：Camerica）公司。任天堂控告Camerica关于 over patent violations of the 在其红白机上Game Genie（英语：Game Genie）的违反版权。Camerica赢得诉讼。